# Bisdom Alessandria
Het bisdom Alessandria (Latijn: Dioecesis Alexandrina Statiellorum; Italiaans: Diocesi di Alessandria) is een in Italië gelegen rooms-katholiek bisdom met zetel in de stad Alessandria in de gelijknamige provincie. Het bisdom behoort tot de kerkprovincie Vercelli, en is, samen met de bisdommen Biella, Casale Monferrato en Novara suffragaan aan het aartsbisdom Vercelli.

## Geschiedenis
Het bisdom werd opgericht in 1175 door paus Alexander III. In 1213 werd het weer opgeheven. Op 15 april 1405 werd het opnieuw opgericht door paus Innocentius VII. In 1803 werd het opnieuw opgeheven en aan het bisdom Casale Monferrato toegevoegd. Op 17 juli 1817 werd het weer opgericht door paus Pius VII met de apostolische constitutie Beati Petri.

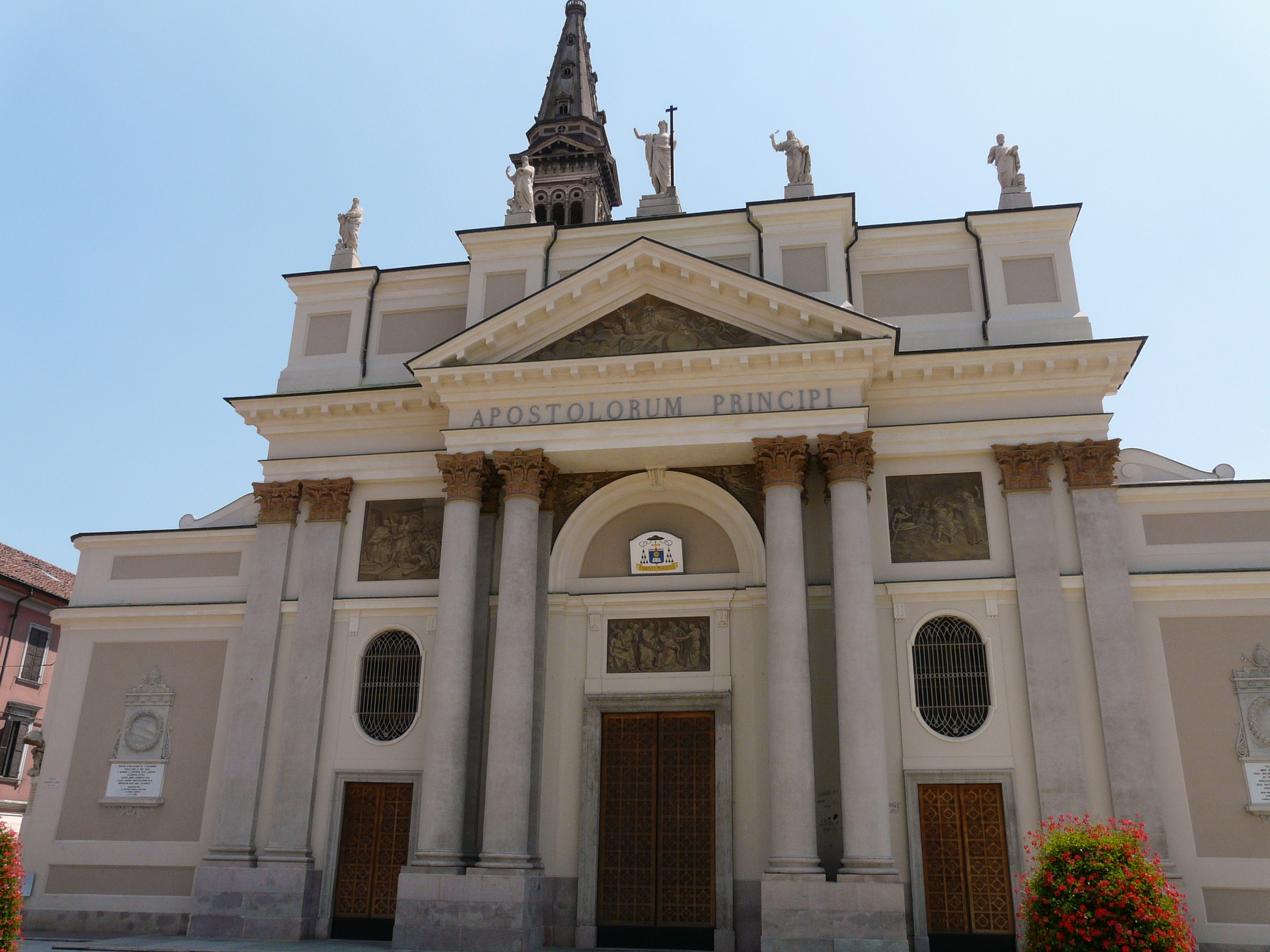
Kathedraal van Alessandria
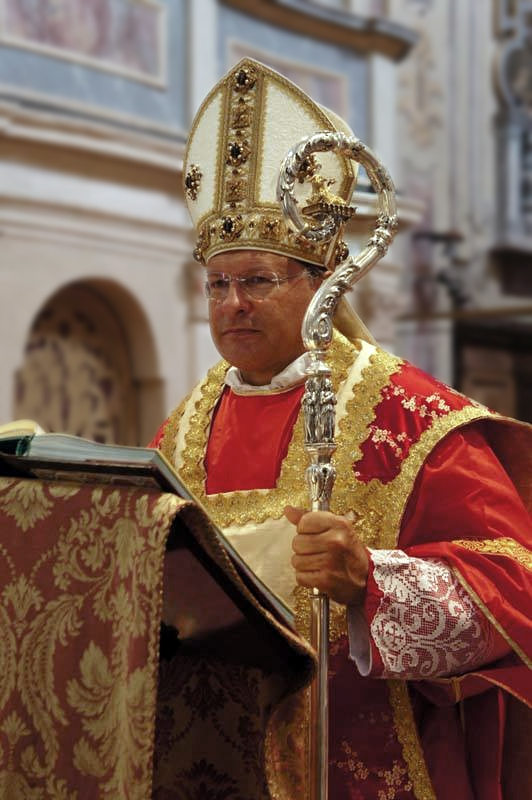
Bisschop Guido Gallese